# ふとん史/ザセカンドニムバス
『ふとん史/ｻﾞｾｶﾝﾄﾞﾆﾑﾊﾞｽ』は、日本のヴィジュアル系ロックバンドであるメガマソが2016年12月7日にリリースした通算19枚目のシングルである。
公式サイトでは「再び冬に目覚めるメガマソが送る「僕たちがビジュアル系をやる意味」を全力で表現した楽曲群。」と紹介されている。

## 解説
- シングルとしては前作「MISS WAVES/VIPER」から約1年9ヶ月ぶりのリリースとなった今作は、2015年12月16日に行われたライブをもって約1年間の冬眠（活動停止）期間に入ったメガマソが2016年12月10日に行われる品川インターシティーホールでの復活ライブに合わせてリリースすることが発表された結成10周年記念シングルで、前作と同様に両A面シングルとなっている。
- なお、メガマソは2017年8月20日に、同年11月23日に開催されるライブ「MEGAMASSO FINAL LIVE "世界が正しい夜に、ここにいて。"[2]」をもって解散することを発表[3]したため、今作がシングルとしては最後の作品となった。

## 販売形態
- 初回生産限定盤（A4サイズBOX仕様CD+DVD+写真集）
- 通常盤タイプA（CD）
- 通常盤タイプB（CD）

## 収録曲

### 初回生産限定盤
1. ｻﾞｾｶﾝﾄﾞﾆﾑﾊﾞｽ
  - 作詞・作曲：涼平
  - 内容としては直接的な繋がりはないが、メガマソが冬眠前にリリースしたアルバム「ﾆｼｭﾀﾘ」に収録されている楽曲「ｻﾞﾌｧｰｽﾄﾆﾑﾊﾞｽ」とタイトルでの繋がりがあり、涼平はインタビューで「「僕らは休んでたけど繋がっているんだよ」ってことでタイトルの繋がりがほしかったんです。」「冬眠前と比べてパワーアップはしてるけど“変わってないよ”というメッセージも込められています。」と答えている[4]。
  - 公式サイトでは「キャッチーなメロディも併せ持つデジタルハードコア」と紹介されている。
2. ふとん史
  - 作詞・作曲：涼平
  - この曲に関して、涼平はインタビューで「僕らは正に冬眠をしていたので、ふとんにくるまって寝てるってことでテーマをふとんにしようと思った」と答えているほか、歌詞の冒頭にある「人参を口に運んで」という部分については「小さい頃にふとんの角っこをしゃぶったりしませんでした？」「かじった時の固さや食感が生の人参をと似ていて、そこから歌詞ができたんです。（原文ママ）」と答えている。
  - 楽曲とミュージックビデオのテーマは「和洋折衷」となっており、ミュージックビデオで涼平とGouが使用している楽器はメガマソが始動した時から使われているものであることから、原点回帰の意味合いも持たされている。
  - 公式サイトでは「真冬にリードギターの冴えわたるメガマソらしい楽曲」と紹介されている。

### 通常盤タイプA
1. ｻﾞｾｶﾝﾄﾞﾆﾑﾊﾞｽ
2. ふとん史
3. irodori drop
  - 作詞・作曲：インザーギ
  - この曲に関して、インザーギはインタビューで「12月10日にはこうなって欲しいなという思いを込めながら作った曲」と答えている。
  - 公式サイトでは「軽快で疾走感のあるロックチューン」と紹介されている。

### 通常盤タイプB
1. ｻﾞｾｶﾝﾄﾞﾆﾑﾊﾞｽ
2. ふとん史
3. 悲劇！滑車送りの刑
  - 作詞・作曲：涼平
  - この曲は、メガマソ冬眠中に涼平が結成したバンドMigimimi sleep tightが2016年の夏に豊洲で行われたイベント「あみゅ博」でライブを行った際に、涼平がそこにあったターザンロープを見て「滑車って面白いな」と思ったことから生まれた曲。
  - 公式サイトでは「優しく全てを包み込むバラード」と紹介されている。